# Žerůtky, Blansko
Žerůtky là một làng thuộc huyện Blansko, vùng Jihomoravský, Cộng hòa Séc.